# Franz von Weber (Politiker, 1812)
Franz Weber, ab 1865 von Weber, (* 1. Februar 1812 in Esslingen am Neckar; † 3. November 1874 in Stuttgart) war ein deutscher Jurist und Politiker.

## Beruf
Nach dem Besuch des Gymnasiums in Stuttgart und des Lyzeums in Tübingen studierte Franz Weber von 1828 bis 1837 Rechtswissenschaften in Tübingen und Heidelberg und war seit 1828 Mitglied der Burschenschaft Concordia Tübingen. 1837 trat er in den württembergischen Staatsdienst ein. Stationen seiner beruflichen Laufbahn: Gerichtsaktuar in Tübingen, Oberjustizassessor in Ellwangen (Jagst), Oberjustizrat in Ellwangen und Tübingen, seit 1861 Obertribunalrat in Stuttgart. Franz Weber starb in Stuttgart während der Vertagung des Landtages.

## Politik
1851 wurde er im Wahlkreis Schwäbisch Hall erstmals in den Landtag gewählt. 1863 folgte er Friedrich von Römer als Landtagspräsident und hatte dieses Amt bis 1868 inne. Mit kurzen Unterbrechungen war er Abgeordneter bis zu seinem Tod im Jahr 1874. Nach seiner erneuten Wahl in den Landtag im Wahlkreis Cannstatt wurde er 1870 erneut zum Präsidenten gewählt und blieb dies bis zu seinem Tod. Ab 1871 war er auch Mitglied des Deutschen Reichstags für den Wahlkreis Württemberg 11 (Hall, Backnang, Öhringen, Weinsberg).

## Familie
Franz Weber war der Sohn des Präsidenten des Württembergischen Staatsgerichtshofes Heinrich Benedikt von Weber (1777–1844) und der Friederike Charlotte Weber geb. Sülzer und hatte fünf Geschwister. Er heiratete Wilhelmine Knies, mit der er ein Kind hatte.

## Nobilitierung
Franz Weber erhielt 1865 das Kommenturkreuz des Ordens der württembergischen Krone, das mit dem persönlichen Adelstitel (Nobilitierung) verbunden war.